# Danska Olsenbandet tar hem spelet
Danska Olsenbandet tar hem spelet (danska: Olsen-bandens sidste stik) är en dansk komedifilm från 1998 i regi av Tom Hedegaard. Det är den fjortonde och sista filmen i filmserien om Olsen-ligan. I huvudrollerna ses i vanlig ordning Ove Sprogøe, Morten Grunwald och Poul Bundgaard.

## Handling
Benny och Kjeld återförenas med Egon efter flera år, och trots att de åldrats är de fulla av entusiasm när Egon säger att han har en ny plan.

## Om filmen
Skådespelaren Poul Bundgaard som spelade karaktären Kjeld dog under inspelningarna, så han ersattes i vissa scener av Tommy Kenter. I den färdiga filmen dubbas Kjeld av Kurt Ravn.

## Rollista (i urval)
- Ove Sprogøe – Egon Olsen
- Morten Grunwald – Benny Frandsen
- Poul Bundgaard – Kjeld Jensen
- Grethe Sønck – Ruth Hansen
- Jes Holtsø – Børge Jensen
- Axel Strøbye – kriminalassistent Jensen
- Ole Ernst – Holm
- Bjørn Watt-Boolsen – Hallandsen
- Henrik Koefoed – Holm-Hansen
- Hanne Løye – Jokumsen
- Tommy Kenter – stand-in för Kjeld
- Kurt Ravn – Kjelds röst[5]